# Йоаким Стършенов
Йоаким (Яким) Стършенов или Стършеновски е български общественик, участник в църковната борба през Възраждането в Македония.

## Биография
Роден е в западномакедонския български град Кичево, тогава в Османската империя. Работи като бояджия. Заедно със сина си Цветан Стършенов е сред водачите на българското църковно движение в Кичево. Влиза в новооснованата Кичевска българска община в 1872 година.